# Linia kolejowa nr 876
Linia kolejowa nr 876 – jednotorowa, niezelektryfikowana linia kolejowa znaczenia miejscowego, łącząca stację Wodzisław Śląski ze stacją techniczną Radlin Marcel.
Według numeracji linii kolejowych Infra SILESIA, odcinek podległy danemu zarządcy nosi numer 214.

## Przewozy towarowe
Głównym towarem, przewożonym tą linią jest węgiel kamienny z kopalni Marcel oraz koks i produkty koksochemiczne z Koksowni Radlin oraz drewno i materiały podsadzkowe do szybu KWK Marcel w Marklowicach.